# Alpiner Australia New Zealand Cup
Der Alpine Australia New Zealand Cup (Australien-Neuseeland-Cup) ist eine von der FIS organisierte internationale Rennserie im alpinen Skisport, die seit 1994 während des Winterhalbjahres der südlichen Hemisphäre (internationale Saison 1994/95) in Australien und Neuseeland ausgetragen wird. Der Australia New Zealand Cup (ANC) ist neben Europacup, Nor-Am Cup, South American Cup und Far East Cup einer von fünf gleichwertigen FIS-Kontinentalbewerben im alpinen Skisport.

## Austragungsorte
Bisher dienten fünf Orte in den australischen Alpen sowie sechs auf Nord- und Südinsel Neuseelands als Schauplätze des Australia New Zealand Cup. Männer- und Frauenrennen finden im Gegensatz zum Europacup immer zeitnah an denselben Orten statt, nicht selten auch zwei Rennen pro Geschlecht an einem Tag. Die Disziplinen Super-G und Kombination werden seit 2002 bzw. 2006 am Mount Hutt ausgetragen. Die bislang einzigen zwei Abfahrten fuhren die Männer 2013 ebenfalls am Mount Hutt.
| Ort          | von  | bis  | AF | SG | RS  | SL  | KB | Anzahl |
| ------------ | ---- | ---- | -- | -- | --- | --- | -- | ------ |
| Cardrona     | 1994 | 2019 | –  | –  | 8   | 3   | –  | 11     |
| Coronet Peak | 1998 | 2022 | –  | 10 | 53  | 53  | –  | 116    |
| Falls Creek  | 1997 | 1997 | –  | –  | –   | 2   | –  | 2      |
| Mount Buller | 1994 | 2012 | –  | –  | 10  | 20  | –  | 30     |
| Mount Hotham | 2005 | 2019 | –  | –  | 38  | 27  | –  | 65     |
| Mount Hutt   | 1996 | 2018 | 2  | 50 | 16  | 27  | 26 | 121    |
| Perisher     | 1996 | 2015 | –  | –  | 3   | 12  | –  | 15     |
| Thredbo      | 1994 | 2017 | –  | –  | 24  | 22  | –  | 46     |
| Treble Cone  | 2007 | 2007 | –  | –  | 2   | 2   | –  | 4      |
| Turoa        | 2001 | 2005 | –  | –  | 8   | 4   | –  | 12     |
| Whakapapa    | 1995 | 2006 | –  | –  | 14  | 20  | –  | 34     |
|              | 1994 | 2019 | 2  | 56 | 172 | 188 | 26 | 456    |

## Ergebnisse der Gesamtwertung

### Herren
| Saison | Erster                | Zweiter             | Dritter           |
| ------ | --------------------- | ------------------- | ----------------- |
| 1994   | Christian Buchsteiner | Anders Wiggerud     | Eric Nagel        |
| 1995   | Simon Wi Rutene       | Sean Langmuir       | Angus Rose        |
| 1996   | Markus Kirchner       | Hermann Schiestl    | Kevin Stell       |
| 1997   | Christopher Berg      | Hur Seung-wook      | Uroš Pavlovčič    |
| 1998   | Marco Sullivan        | Michael Dickson     | Peter Sanford     |
| 1999   | Brad Wall             | Todd Haywood        | Alexandre Levet   |
| 2000   | Jono Brauer           | Todd Haywood        | Hur Seung-wook    |
| 2001   | Jono Brauer           | Brad Wall           | Michael Dickson   |
| 2002   | Jono Brauer           | Brian Bennett       | Brad Wall         |
| 2003   | Luke Deane            | Jono Brauer         | Mickey Ross       |
| 2004   | Jono Brauer           | Brad Wall           | Luke Deane        |
| 2005   | Björgvin Björgvinsson | Jono Brauer         | Brad Wall         |
| 2006   | Jono Brauer           | Demian Franzen      | Tim Cafe          |
| 2007   | Björgvin Björgvinsson | Brenton Fetterplace | Martin Harris     |
| 2008   | Björgvin Björgvinsson | Fredrik Nordh       | Arnaud Favre      |
| 2009   | Niklas Rainer         | Magnus Andersson    | Olivier Jenot     |
| 2010   | Espen Lysdahl         | Tim Lindgren        | Iver Bjerkestrand |
| 2011   | Tim Lindgren          | Calle Lindh         | Grant Jampolsky   |
| 2012   | Adam Žampa            | Johan Öhagen        | Cameron Smith     |
| 2013   | Maciej Bydliński      | Adam Barwood        | Willis Feasey     |
| 2014   | Adam Žampa            | Hig Roberts         | Nolan Kasper      |
| 2015   | Adam Žampa            | Manuel Feller       | Andreas Žampa     |
| 2016   | Willis Feasey         | Adam Žampa          | Michael Ankeny    |
| 2017   | Kryštof Krýzl         | Andreas Žampa       | Magnus Walch      |
| 2018   | Adam Žampa            | Maarten Meiners     | Sam Maes          |
| 2019   | Magnus Walch          | Maarten Meiners     | Armand Marchant   |
| 2022   | Isaiah Nelson         | Adam Žampa          | Willis Feasey     |
| 2023   | Laurie Taylor         | Sam Maes            | Jimmy Krupka      |

### Damen
| Saison | Erste                      | Zweite                     | Dritte                 |
| ------ | -------------------------- | -------------------------- | ---------------------- |
| 1994   | Zali Steggall              | Michelle Wall              | Alice Jones            |
| 1995   | Zali Steggall              | Susie Whan                 | Kiyomi Tachibana       |
| 1996   | Jeannette Korten           | Alice Jones                | Julie Duvillard        |
| 1997   | Tessa Pirie                | Eloise Bernard             | Jeannette Korten       |
| 1998   | Chemmy Alcott              | Tessa Pirie                | Erika McLeod           |
| 1999   | Jeannette Korten           | Rowena Bright              | Alice Jones            |
| 2000   | Rowena Bright              | Juri Takishita             | Stéphanie Faivre       |
| 2001   | Jeannette Korten           | Jenny Owens                | Alice Jones            |
| 2002   | Jenny Owens                | Erika McLeod               | Alana Gould            |
| 2003   | Erika McLeod               | Nicola Campbell            | Alana Gould            |
| 2004   | Ellen Hild                 | Jenni Lathrop              | Abbi Lathrop           |
| 2005   | Kirsten McGarry            | Tomi Crewes                | Nicola Campbell        |
| 2006   | Pauline-Flor Sosquet-Clerc | Claire Dautherives         | Sarah Jarvis           |
| 2007   | Jana Gantnerová            | Kirsten McGarry            | Janelle Miller         |
| 2008   | Katarzyna Karasińska       | Agnieszka Gąsienica-Daniel | Tereza Kmochová        |
| 2009   | Agnieszka Gąsienica-Daniel | Katarzyna Karasińska       | Florine de Leymarie    |
| 2010   | Lotte Smiseth Sejersted    | Chloe Margrethe Fausa      | Barbara Kantorová      |
| 2011   | Greta Small                | Rikke Gasmann-Brott        | Anna Sorokina          |
| 2012   | Greta Small                | Rikke Gasmann-Brott        | Caroline Barry         |
| 2013   | Barbara Kantorová          | Greta Small                | Lavinia Chrystal       |
| 2014   | Greta Small                | Sabina Majerczyk           | Jessica Haslau         |
| 2015   | Piera Hudson               | Eliza Grigg                | Mina Fürst Holtmann    |
| 2016   | Greta Small                | Rikke Gasmann-Brott        | Julia Mutschlechner    |
| 2017   | Sara Hector                | Estelle Alphand            | Maria Pietilä-Holmner  |
| 2018   | Alice Robinson             | Charlotte Chable           | Piera Hudson           |
| 2019   | Storm Klomhaus             | Piera Hudson               | Alex Tilley            |
| 2022   | Ava Sunshine               | Candace Crawford           | Katie Hensien          |
| 2023   | A J Hurt                   | Ava Sunshine               | Valentina Rings-Wanner |

## Disziplinenwertungen

### Herren
| Saison | Gesamtwertung         | Abfahrt          | Super-G                     | Riesenslalom                               | Slalom                 | Kombination                    |
| ------ | --------------------- | ---------------- | --------------------------- | ------------------------------------------ | ---------------------- | ------------------------------ |
| 1994   | Christian Buchsteiner | –                | –                           | Anders Wiggerud Eric Nagel                 | Brett Vale             | –                              |
| 1995   | Simon Wi Rutene       | –                | –                           | Simon Wi Rutene                            | Simon Wi Rutene        | –                              |
| 1996   | Markus Kirchner       | –                | –                           | Richard Kröll Hermann Schiestl Kevin Stell | Markus Kirchner        | –                              |
| 1997   | Christopher Berg      | –                | –                           | AJ Bear                                    | Hur Seung-wook         | –                              |
| 1998   | Marco Sullivan        | –                | –                           | AJ Bear                                    | Michael Dickson        | –                              |
| 1999   | Brad Wall             | –                | –                           | Brad Wall                                  | Peter Sanford          | –                              |
| 2000   | Jono Brauer           | –                | –                           | Jono Brauer                                | Jono Brauer            | –                              |
| 2001   | Jono Brauer           | –                | –                           | Luke Deane Brad Wall                       | Jono Brauer            | –                              |
| 2002   | Jono Brauer           | –                | Sean Cochrane               | Jono Brauer                                | Jono Brauer            | –                              |
| 2003   | Luke Deane            | –                | Luke Deane                  | Luke Deane Jono Brauer                     | Jono Brauer            | –                              |
| 2004   | Jono Brauer           | –                | Luke Deane Brad Wall        | Jono Brauer                                | Jono Brauer            | –                              |
| 2005   | Björgvin Björgvinsson | –                | Björgvin Björgvinsson       | Björgvin Björgvinsson                      | Jono Brauer            | –                              |
| 2006   | Jono Brauer           | –                | Jono Brauer                 | TJ Lanning                                 | Jono Brauer            | Jono Brauer                    |
| 2007   | Björgvin Björgvinsson | –                | Brenton Fetterplace         | Björgvin Björgvinsson                      | Björgvin Björgvinsson  | Martin Harris                  |
| 2008   | Björgvin Björgvinsson | –                | Craig Branch                | Fredrik Nordh                              | Fredrik Nordh          | Björgvin Björgvinsson Tim Cafe |
| 2009   | Niklas Rainer         | –                | Travis Ganong               | Niklas Rainer                              | Magnus Andersson       | Noel Baxter                    |
| 2010   | Espen Lysdahl         | –                | Aksel Lund Svindal          | Warner Nickerson                           | Tim Lindgren           | Espen Lysdahl                  |
| 2011   | Tim Lindgren          | –                | Daniel Ericsson Calle Lindh | Tim Lindgren                               | Tim Lindgren           | Calle Lindh                    |
| 2012   | Adam Žampa            | –                | –                           | Cameron Smith                              | Adam Žampa             | –                              |
| 2013   | Maciej Bydliński      | Maciej Bydliński | Daniele Sette               | David Chodounsky                           | Willis Feasey          | Maciej Bydliński               |
| 2014   | Adam Žampa            | –                | –                           | Adam Žampa                                 | Hig Roberts            | –                              |
| 2015   | Adam Žampa            | –                | –                           | Adam Žampa                                 | Adam Žampa             | –                              |
| 2016   | Willis Feasey         | –                | Willis Feasey Marc Gehrig   | Andreas Žampa                              | Robby Kelley           | –                              |
| 2017   | Kryštof Krýzl         | –                | –                           | Andreas Žampa                              | Linus Straßer          | –                              |
| 2018   | Adam Žampa            | –                | Maarten Meiners             | Sam Maes                                   | Adam Žampa             | –                              |
| 2019   | Magnus Walch          | –                | Armand Marchant             | Magnus Walch                               | Sebastian Foss Solevåg | –                              |
| 2022   | Isaiah Nelson         | –                | Willis Feasey               | Isaiah Nelson                              | Benjamin Ritchie       | –                              |
| 2023   | Laurie Taylor         | –                | –                           | Christian Borgnaes Fadri Janutin           | Jimmy Krupka           | –                              |

### Damen
| Saison | Gesamtwertung              | Abfahrt | Super-G                                       | Riesenslalom                                  | Slalom                               | Kombination                                     |
| ------ | -------------------------- | ------- | --------------------------------------------- | --------------------------------------------- | ------------------------------------ | ----------------------------------------------- |
| 1994   | Zali Steggall              | –       | –                                             | Zali Steggall Merete Fjeldavlie               | Zali Steggall                        | –                                               |
| 1995   | Zali Steggall              | –       | –                                             | Zali Steggall                                 | Zali Steggall                        | –                                               |
| 1996   | Jeannette Korten           | –       | –                                             | Jeannette Korten                              | Alice Jones                          | –                                               |
| 1997   | Tessa Pirie                | –       | –                                             | Tessa Pirie                                   | Tessa Pirie                          | –                                               |
| 1998   | Chemmy Alcott              | –       | –                                             | Jenny Owens                                   | Chemmy Alcott                        | –                                               |
| 1999   | Jeannette Korten           | –       | –                                             | Jeannette Korten                              | Rowena Bright                        | –                                               |
| 2000   | Rowena Bright              | –       | –                                             | Stéphanie Faivre                              | Rowena Bright                        | –                                               |
| 2001   | Jeannette Korten           | –       | –                                             | Jeannette Korten                              | Jeannette Korten Alice Jones         | –                                               |
| 2002   | Jenny Owens                | –       | Erika McLeod Nicola Campbell                  | Erika McLeod                                  | Jenny Owens                          | –                                               |
| 2003   | Erika McLeod               | –       | Alana Gould                                   | Erika McLeod                                  | Erika McLeod                         | –                                               |
| 2004   | Ellen Hild                 | –       | Ellen Hild                                    | Anne-Flore Aufrere Jenni Lathrop Abbi Lathrop | Michelle Greig                       | –                                               |
| 2005   | Kirsten McGarry            | –       | –                                             | Kirsten McGarry                               | Tomi Crewes                          | –                                               |
| 2006   | Pauline-Flor Socquet-Clerc | –       | Pauline-Flor Socquet-Clerc Claire Dautherives | Pauline-Flor Socquet-Clerc                    | Pauline-Flor Socquet-Clerc           | Pauline-Flor Socquet-Clerc Claire Dautherives   |
| 2007   | Jana Gantnerová            | –       | Kirsten McGarry Janelle Miller                | Jana Gantnerová                               | Jana Gantnerová                      | Jana Gantnerová                                 |
| 2008   | Katarzyna Karasińska       | –       | Agnieszka Gąsienica-Daniel                    | Aurelie Ablondi                               | Katarzyna Karasińska Aurelie Ablondi | Katarzyna Karasińska Agnieszka Gąsienica-Daniel |
| 2009   | Agnieszka Gąsienica-Daniel | –       | Britt Janyk                                   | Charline Vion                                 | Florine de Leymarie                  | Katarzyna Karasińska                            |
| 2010   | Lotte Smiseth Sejersted    | –       | Lotte Smiseth Sejersted                       | Chloe Margrethe Fausa                         | Martina Dubovská                     | Lotte Smiseth Sejersted                         |
| 2011   | Greta Small                | –       | Anna Sorokina                                 | Lavinia Chrystal                              | Emily Bamford                        | Anna Sorokina Jelena Jakowischina               |
| 2012   | Greta Small                | –       | –                                             | Greta Small                                   | Rikke Gasmann-Brott                  | –                                               |
| 2013   | Barbara Kantorová          | –       | Barbara Kantorová                             | Charlie Guest                                 | Rikke Gasmann-Brott                  | Barbara Kantorová                               |
| 2014   | Greta Small                | –       | –                                             | Ragnhild Mowinckel Piera Hudson               | Eva-Maria Brem Sabina Majerczyk      | –                                               |
| 2015   | Piera Hudson               | –       | –                                             | Piera Hudson                                  | Piera Hudson                         | –                                               |
| 2016   | Greta Small                | –       | Piera Hudson                                  | Julia Mutschlechner                           | Rikke Gasmann-Brott                  | –                                               |
| 2017   | Sara Hector                | –       | –                                             | Sara Hector                                   | Sara Hector                          | –                                               |
| 2018   | Alice Robinson             | –       | Alice Robinson                                | Lena Dürr                                     | Neja Dvornik                         | –                                               |
| 2019   | Storm Klomhaus             | –       | Alice Robinson                                | Storm Klomhaus                                | Joséphine Forni                      | –                                               |
| 2022   | Ava Sunshine               | –       | Candace Crawford                              | Katie Hensien                                 | Zoe Zimmermann Ava Sunshine          | –                                               |
| 2023   | A J Hurt                   | –       | –                                             | A J Hurt                                      | Nina Astner                          | –                                               |

## Rekorde

### Gesamtsiege
Stand: 5. September 2019
| Platz | Athlet(in)            | Geschlecht | Status         | Siege |
| ----- | --------------------- | ---------- | -------------- | ----- |
| 1.    | Jono Brauer           | Männer     | zurückgetreten | 5     |
| 2.    | Greta Small           | Frauen     | aktiv          | 4     |
| 2.    | Adam Žampa            | Männer     | aktiv          | 4     |
| 4.    | Jeannette Korten      | Frauen     | zurückgetreten | 3     |
| 4.    | Björgvin Björgvinsson | Männer     | zurückgetreten | 3     |
| 6.    | Zali Steggall         | Frauen     | zurückgetreten | 2     |

### Siege in Disziplinenwertungen
Stand: 5. September 2019
| Platz | Athlet(in)                 | Geschlecht | Status         | Siege |
| ----- | -------------------------- | ---------- | -------------- | ----- |
| 1.    | Jono Brauer                | Männer     | zurückgetreten | 13    |
| 2.    | Björgvin Björgvinsson      | Männer     | zurückgetreten | 5     |
| 2.    | Adam Žampa                 | Männer     | aktiv          | 5     |
| 4.    | Zali Steggall              | Frauen     | zurückgetreten | 4     |
| 4.    | Jeannette Korten           | Frauen     | zurückgetreten | 4     |
| 4.    | Luke Deane                 | Männer     | zurückgetreten | 4     |
| 4.    | Pauline-Flor Socquet-Clerc | Frauen     | zurückgetreten | 4     |

### Rennsiege
Stand: 5. September 2019
| Platz | Athlet(in)            | Geschlecht | Status         | Siege |
| ----- | --------------------- | ---------- | -------------- | ----- |
| 1.    | Jono Brauer           | Männer     | zurückgetreten | 28    |
| 2.    | Adam Žampa            | Männer     | aktiv          | 20    |
| 3.    | Zali Steggall         | Frauen     | zurückgetreten | 9     |
| 3.    | Luke Deane            | Männer     | zurückgetreten | 9     |
| 3.    | Björgvin Björgvinsson | Männer     | zurückgetreten | 9     |